# 民主逆差
當表面上民主的組織或機構（特別是政府）在其實踐或運作中未能實現民主原則時，就會出現民主赤字，而代議制和相關的議會誠信得到廣泛討論。
1977年 Young European Federalists 首次使用民主赤字一詞。 David Marquand 在 1979年也使用了這個短語，指的是當時的歐洲經濟共同體，即歐盟的前身。
該詞彙意指表面上運作被定位成民主的組織或機構（特別指的是政府），其運作或實踐已無法滿足基層的需要，民主所產生的代表與人民之間的鴻溝持續擴大，人民在民主機制上亦形疏離，對決策無力，參與感降低，反映在現實中就是投票熱情的急速衰退，民主體制出現了入（民意流入）不敷出（決策產出）的逆差稱之。